# Life (2015)
Life é um filme de drama biográfico realizado por Anton Corbijn e escrito por Luke Davies. Foi baseado na amizade do fotógrafo Dennis Stock da revista Life com o ator hollywoodiano James Dean, protagonizado por Robert Pattinson como Stock e Dane DeHaan como Dean.
Foi produzido por Iain Canning e Emile Sherman do estúdio See-Saw Films e por Christina Piovesan da First Generation Films e financiado pela Barry Films Production.
O filme fez sua estreia mundial no Festival de Berlim, na sessão Gala Especial no Zoo Palast a 9 de fevereiro de 2015. Em Portugal foi exibido a 24 de setembro, em Angola a 25 de setembro e nos Estados Unidos será exibido a 4 de dezembro de 2015.

## Elenco
- Robert Pattinson como Dennis Stock
- Dane DeHaan como James Dean
- Ben Kingsley como Jack Warner
- Joel Edgerton como John G. Morris
- Alessandra Mastronardi como Pier Angeli
- Stella Schnabel como Norma
- Michael Therriault como Elia Kazan
- Kristen Hager como Veronica
- Kelly McCreary como Eartha Kitt
- Eva Fisher como Judy Garland
- Jack Fulton como Rodney Stock
- Kasey Lea como Marcus "Markie" Winslow Jr.
- Peter J. Lucas como Nicholas Ray
- Lauren Gallagher como Natalie Wood
- John Blackwood como Raymond Massey
- Caitlin Stewart como Julie Harris
- Nicholas Rice como Lee Strasberg
- Phil Hayes como Marshall
- Eve Crawford como Tia Ortense
- Ron White como Tio Marcus